# Mars Gravity Biosatellite
El Mars Gravity Biosatellite o Biosatélite de Gravedad Marciana es un proyecto organizado por estudiantes del Instituto Tecnológico de Massachusetts (MIT) y la Universidad de Queensland (Australia) para estudiar los efectos sobre los seres humanos en un medioambiente a 0,38-g (entendiéndose como el 38% de la aceleración gravitatoria en la superficie de la tierra), es decir, las condiciones de gravedad presentes en Marte.
Para ello en 2006 lanzaron ratones en un satélite artificial(ver imagen) que rotaron sobre su propio eje unas 34 veces por minuto para lograr el efecto de la gravedad de Marte. Los ratones estuvieron expuestos a una gravedad de 0,38-g terrestres durante cerca de 5 semanas para regresar a salvo en paracaídas y aterrizar en las cercanías de Woomara, Australia dentro de una pequeña cápsula. Casi todos los ratones sobrevivieron, ratificando el éxito del experimento.
Financiado en parte por la NASA, el proyecto es único ya que es la primera vez que se llevaron a cabo estudios sobre animales a este nivel de gravedad. Otro de los aspectos destacables es la participación activa de más de 250 estudiantes universitarios en todos los niveles del proyecto: desde el planeamiento de la misión, experimentos, y diseño de la nave.
El proyecto se centró en la investigación de los cambios, pérdida y debilitación de la estructura ósea, la atrofia muscular y los cambios en el oído interno que afectan el balance.
Cada ratón tuvo su compartimento individual y fueron observados minuciosamente con cámaras para cada uno. Tuvieron además un sensor de masa corporal y abastecimiento de agua controlado. Los ratones gozaron de algunos juguetes para mantenerse ocupados, sin embargo los científicos descartaron el uso de las ruedas ya que esto alteraría la masa muscular de los ratones.
Tres universidades participaron del proyecto, el cual es coordinado por el MIT. La Universidad de Washington fue la responsable del abastecimiento de electricidad, propulsión, control de actitud, control térmico y las comunicaciones a Tierra. La Universidad de Queensland estuvo a cargo de los sistemas de entrada, descenso y aterrizaje, incluyendo los escudos térmicos y paracaídas.